# Рајакоски
Рајакоски (рус. Раякоски; фин. Rajakoski; норв. Grensefoss) село је на крајњем северозападу европског дела Руске Федерације. Налази се на западу Мурманске области и административно припада њеном Печеншком рејону. Насеље има статус војног града Русије.
Према подацима са пописа становништва 2010. у насељу је живело 238 становника.

## Географија
Насеље Рајакоски налази се у западном делу Мурманске области, односно на југоистоку њеног Печеншког рејона. Лежи на десној обали реке Патсојоки, притоке Баренцовог мора, на месту где је река преграђена вештачком браном на којој се налазе турбине Рајакоске хидроелектране. Село лежи на надморској висини од 83 метра.
Рајакоски се налази на самој тромеђи Русије, Норвешке и Финске. Норвешка граница се налази свега неколико стотина метара северније од насеља, док се финска граница налази 4 километра источније. Од Никеља је удаљено 87 километара.

## Историја
Село Рајакоски развило се из радничког насеља које је 1955. саграђено уз обале реке Патсојоки, на месту где се градила нова хидроелектрана. Занимљиво је да су саму електрану и објекте око ње пројектовали и изградили фински и норвешки инжењери. У Рајакоскију се данас налазе канцеларије електро-енергетског предузећа „Патске хидроелектране”, баш као и канцеларија резервата природе Пасвик.

## Демографија
Према подацима са пописа становништва 2010. у насељу је живело 238 становника.
| 1939. | 1959. | 1970. | 1979. | 1989. | 2002. | 2010. |
| ----- | ----- | ----- | ----- | ----- | ----- | ----- |
| ---   | ---   | ---   | ---   | ---   | ---   | 238   |